# Liste der Sieger bei PDC-Turnieren 2006
Die Liste der Sieger bei PDC-Turnieren 2006 listet zuerst alle Sieger bei den Major-Turnieren der Professional Darts Corporation auf. Im Weiteren werden die weiteren Turniersieger aufgelistet und Statistiken aufgezeigt.
←2005 2007→

## Turniersieger

### Major-Turniere
| Turnier           | Sieger                | Finalist              | Ergebnis | Format |
| ----------------- | --------------------- | --------------------- | -------- | ------ |
| Weltmeisterschaft | Phil Taylor           | Peter Manley          | 7:0      | Sätze  |
| World Series      | Phil Taylor           | Adrian Lewis          | 13:5     | Legs   |
| Premier League    | Phil Taylor           | Roland Scholten       | 16:6     | Legs   |
| UK Open           | Raymond van Barneveld | Barrie Bates          | 13:7     | Legs   |
| Desert Classic    | John Part             | Raymond van Barneveld | 6:3      | Sätze  |
| World Matchplay   | Phil Taylor           | James Wade            | 18:11    | Legs   |
| World Grand Prix  | Phil Taylor           | Terry Jenkins         | 7:4      | Sätze  |

### Players Championships
Alle Ergebnisse wurden im Satzmodus ausgespielt.
| Turnier                               | Sieger                | Finalist        | Ergebnis |
| ------------------------------------- | --------------------- | --------------- | -------- |
| Players Championship Gibraltar        | Dennis Priestley      | Terry Jenkins   | 3:2      |
| Players Championship Hayling Island 1 | Colin Lloyd           | Barrie Bates    | 3:1      |
| Players Championship Hayling Island 2 | Raymond van Barneveld | Adrian Lewis    | 3:1      |
| Bobby Bourn Memorial Trophy           | Phil Taylor           | Roland Scholten | 3:1      |
| Players Championship Wales            | Phil Taylor           | James Wade      | 3:1      |
| Players Championship Irland           | Phil Taylor           | Denis Ovens     | 3:0      |
| Players Championship Schottland       | Adrian Lewis          | Mick McGowan    | 3:1      |
| Players Championship Niederlande 1    | Colin Lloyd           | Mick McGowan    | 3:0      |
| Players Championship Niederlande 2    | Barrie Bates          | Phil Taylor     | 3:2      |

### UK Open Qualifiers
Bei den UK Open Qualifiern wurde ausgespielt, wer sich für die UK Open qualifiziert. Alle Ergebnisse wurden im Satzmodus ausgespielt.
| Turnier                   | Sieger                | Finalist         | Ergebnis |
| ------------------------- | --------------------- | ---------------- | -------- |
| North East Regional Final | Kevin Painter         | Colin Lloyd      | 2:0      |
| South West Regional Final | Mark Dudbridge        | Dennis Priestley | 2:0      |
| Southern Regional Final   | Chris Mason           | Barrie Bates     | 2:1      |
| North West Regional Final | Alan Tabern           | Steve Maish      | 2:0      |
| Midlands Regional Final   | Raymond van Barneveld | Ronnie Baxter    | 2:0      |
| Welsh Regional Final      | Phil Taylor           | Adrian Lewis     | 2:1      |
| Irish Regional Final      | Raymond van Barneveld | Colin Lloyd      | 2:1      |
| Scottish Regional Final   | Raymond van Barneveld | Barrie Bates     | 2:0      |

### Sonstige
Zusätzlich gab es ein paar wenige Turniere, die außerhalb der oben genannten Turnierserien ausgetragen wurden.
| Turnier                  | Sieger           | Finalist              | Ergebnis | Format |
| ------------------------ | ---------------- | --------------------- | -------- | ------ |
| Eastburn Pro             | Ronnie Baxter    | Colin Lloyd           | 5:2      | ???    |
| Eastburn Open            | Barrie Bates     | Gary Welding          | 5:0      | ???    |
| Irish Masters            | Colin Lloyd      | Dennis Priestley      | 6:3      | Legs   |
| West Tyrone Open         | Chris Mason      | Denis Ovens           | 6:3      | Legs   |
| Vauxhall Spring Pro      | Dennis Priestley | Erik Clarys           | 6:3      | Legs   |
| Vauxhall Spring Open     | Wayne Mardle     | Barrie Bates          | 5:2      | Sätze  |
| La Skretch Montreal Open | Barrie Bates     | Terry Jenkins         | ?:?      | Sätze  |
| Sheppey Classic          | Colin Osborne    | Alex Roy              | 6:5      | Legs   |
| Ireland Autumn Classic   | Mick McGowan     | Kevin Painter         | 7:0      | Legs   |
| Open Zwartewater         | Terry Jenkins    | Raymond van Barneveld | 3:2      | Sätze  |
| Vauxhall Autumn Open     | James Wade       | Ronnie Baxter         | 5:3      | Sätze  |
| Vauxhall Autumn Pro      | Mick McGowan     | Stuart Dutton         | 6:1      | Legs   |

### Qualifikationen zur Weltmeisterschaft
Um die Internationalität des Wettbewerbs und Spieler aus Ländern mit weniger Dartskultur und Frauen zu fördern, wurden diverse Qualifikationsturniere für die World Darts Championship ausgetragen.
Alle Ergebnisse wurden im Legmodus ausgespielt.
| Turnier                              | Sieger            | Zweitplatzierter | Drittplatzierter  |
| ------------------------------------ | ----------------- | ---------------- | ----------------- |
| Kanadische Meisterschaft             | Brian Cyr         | Ron Miller       |                   |
| Las Vegas Qualifier                  | Bill Davis        |                  |                   |
| Australische Tour                    | Tony Fleet        |                  |                   |
| Ozeanische Meisterschaft             | Mitchell Clegg    |                  |                   |
| Japanischer Qualifier                | Tetsuya Wada      |                  |                   |
| Dänische Qualifikationsserie         | Per Laursen       |                  |                   |
| Chinesischer Qualifier               | Shi Yongsheng     |                  |                   |
| Neuseeländische Meisterschaft        | Warren French     |                  |                   |
| Südafrikanische Meisterschaft        | Wynand Havenga    |                  |                   |
| Meet the Power II – Road to Purfleet | Anton Pein        |                  |                   |
| DDF Order of Merit                   | Roland Scholten 1 | Rico Vonck       | Josephus Schenk 1 |

 Tomas Seyler erhielt eine Wildcard des deutschen Privatsenders DSF. Weshalb  Gerry Convery eingeladen wurde, ist nicht bekannt.

## Statistiken

### Sieger und Finalisten nach Nationalität
Die Qualifikationsturniere zur Weltmeisterschaft sind hier nicht eingerechnet. Die Anzahl der Finale stehen in Klammern.
| Turnierart           | BEL   | ENG    | IRL   | CAN   | NED   | WAL   |
| -------------------- | ----- | ------ | ----- | ----- | ----- | ----- |
| Majorturnier         | 0     | 5 (9)  | 0     | 1 (1) | 1 (3) | 0 (1) |
| Players Championship | 0     | 7 (12) | 0 (2) | 0     | 1 (2) | 1 (2) |
| UK Open Qualifiers   | 0     | 5 (11) | 0     | 0     | 3 (3) | 0 (2) |
| Sonstige             | 0 (1) | 8 (17) | 2 (2) | 0     | 0 (1) | 2 (3) |

### Errungenschaften

#### Persönliche Errungenschaften
- Erster PDC-Majorsieg: Raymond van Barneveld
- Erstes PDC-Majorfinale: Adrian Lewis, Raymond van Barneveld, Barrie Bates, James Wade, Terry Jenkins

- Erster PDC-Titel: Raymond van Barneveld, Barrie Bates, Alan Tabern, Colin Osborne, Mick McGowan

- Erstes PDC-Finale: Raymond van Barneveld, Barrie Bates, Alan Tabern, Gary Welding, Erik Clarys, Colin Osborne, Stuart Dutton

#### Nationale Errungenschaften
- Erster PDC-Weltmeisterschaftsqualifikant:  Dänemark,  Österreich,  Südafrika
- Erster PDC-Titel:  Irland
- Erster PDC-Finalist:  Belgien

### Majorturniere
| Spieler               | Siege | Finalniederlagen |
| --------------------- | ----- | ---------------- |
| Phil Taylor           | 5     | 0                |
| Raymond van Barneveld | 1     | 1                |
| John Part             | 1     | 0                |
| Barrie Bates          | 0     | 1                |
| Terry Jenkins         | 0     | 1                |
| Adrian Lewis          | 0     | 1                |
| Peter Manley          | 0     | 1                |
| Roland Scholten       | 0     | 1                |
| James Wade            | 0     | 1                |

### Players Championship
| Spieler               | Siege | Finalniederlagen |
| --------------------- | ----- | ---------------- |
| Phil Taylor           | 3     | 1                |
| Colin Lloyd           | 2     | 0                |
| Barrie Bates          | 1     | 1                |
| Adrian Lewis          | 1     | 1                |
| Raymond van Barneveld | 1     | 0                |
| Dennis Priestley      | 1     | 0                |
| Mick McGowan          | 0     | 2                |
| Denis Ovens           | 0     | 1                |
| Roland Scholten       | 0     | 1                |
| Terry Jenkins         | 0     | 1                |
| James Wade            | 0     | 1                |

### UK Open Qualifiers
| Spieler               | Siege | Finalniederlagen |
| --------------------- | ----- | ---------------- |
| Raymond van Barneveld | 3     | 0                |
| Mark Dudbridge        | 1     | 0                |
| Chris Mason           | 1     | 0                |
| Kevin Painter         | 1     | 0                |
| Alan Tabern           | 1     | 0                |
| Phil Taylor           | 1     | 0                |
| Colin Lloyd           | 0     | 2                |
| Ronnie Baxter         | 0     | 1                |
| Adrian Lewis          | 0     | 1                |
| Steve Maish           | 0     | 1                |
| Dennis Priestley      | 0     | 1                |

### Sonstige
| Spieler               | Siege | Finalniederlagen |
| --------------------- | ----- | ---------------- |
| Barrie Bates          | 2     | 1                |
| Mick McGowan          | 2     | 0                |
| Ronnie Baxter         | 1     | 1                |
| Terry Jenkins         | 1     | 1                |
| Colin Lloyd           | 1     | 1                |
| Dennis Priestley      | 1     | 1                |
| Wayne Mardle          | 1     | 0                |
| Chris Mason           | 1     | 0                |
| Colin Osborne         | 1     | 0                |
| James Wade            | 1     | 0                |
| Raymond van Barneveld | 0     | 1                |
| Erik Clarys           | 0     | 1                |
| Stuart Dutton         | 0     | 1                |
| Denis Ovens           | 0     | 1                |
| Kevin Painter         | 0     | 1                |
| Alex Roy              | 0     | 1                |
| Gary Welding          | 0     | 1                |